# Fritz Kuhn
Fritz Kuhn (ur. 29 czerwca 1955 w Bad Mergentheim) – niemiecki polityk, lingwista i samorządowiec, poseł do Bundestagu, burmistrz Stuttgartu, w latach 2000–2002 współprzewodniczący Związku 90/Zielonych.

## Życiorys
W 1974 zdał maturę w Memmingen. Studiował germanistykę i filozofię na Uniwersytecie Ludwika i Maksymiliana w Monachium oraz Uniwersytecie Eberharda i Karola w Tybindze, uzyskując w 1980 magisterium z lingwistyki. Pracował jako asystent na uczelni i jako wykładowca w Merz Akademie.
W 1980 należał do założycieli zachodnioniemieckich Zielonych. W latach 1984–1988 i 1992–2000 był posłem do landtagu Badenii-Wirtembergii, gdzie przewodniczył frakcji swojego ugrupowania. Od 2000 do 2002 pełnił funkcję współprzewodniczącego Związku 90/Zielonych – najpierw z Renate Künast, a od 2001 z Claudią Roth.
W 2002 został wybrany na posła do Bundestagu. Z powodzeniem ubiegał się o reelekcję w 2005 i 2009, zasiadając w niższej izbie niemieckiego parlamentu do 2013. W latach 2005–2009 był jednym z dwóch przewodniczących klubu deputowanych Zielonych. W 2012 wybrany na urząd burmistrza Stuttgartu; urząd ten sprawował w latach 2013–2021.